# 1416年
| 千纪： | 2千纪 |
| 世纪： | 14世纪 \| 15世纪 \| 16世纪                                                                                 |
| 年代： | 1380年代 \| 1390年代 \| 1400年代 \| 1410年代 \| 1420年代 \| 1430年代 \| 1440年代                           |
| 年份： | 1411年 \| 1412年 \| 1413年 \| 1414年 \| 1415年 \| 1416年 \| 1417年 \| 1418年 \| 1419年 \| 1420年 \| 1421年 |
| 纪年： | 丙申年（猴年）；明永乐十四年；日本應永二十三年                                                             |

## 大事记
- 明成祖召集群臣，正式商議遷都燕京，對於反對的大臣一一整肅，從此無人反對。
- 東部蒙古阿魯台發兵攻擊瓦剌，瓦剌首領馬哈木戰敗，積憂憤死。馬哈木的兒子脫歡繼襲，明廷仍封之為順甯王。
- 琉球尚巴志王滅北山國，並任命其次子尚忠為北山監守。

## 逝世
- 馬哈木，蒙古瓦剌部領袖。
- 攀安知，琉球北山國怕尼芝王朝末代國王，自刎而死。